# Freedom (film, 2019)
Pour les articles homonymes, voir Freedom.
Pour plus de détails, voir Fiche technique et Distribution.
Freedom (Buoyancy) est un film australien réalisé par Rodd Rathjen, sorti en 2019.

## Synopsis
Un jeune Cambodgien de 14 ans, Chakra, exploité pour le travail aux champs, décide de partir en Thaïlande pour travailler à l'usine. Il est capturé par des trafiquants d'êtres humains qui le mette en esclavage sur un bateau de pêche.

## Fiche technique
- Titre : Freedom
- Titre original : Buoyancy
- Réalisation : Rodd Rathjen
- Scénario : Rodd Rathjen
- Musique : Lawrence English
- Photographie : Michael Latham
- Montage : Graeme Pereira
- Production : Kristina Ceyton, Samantha Jennings et Rita Walsh
- Société de production : Causeway Films, Echo Studio, Feracious Entertainment, Screen Australia, MIFF Premiere Fund, Film Victoria, Definition Films et Anupheap Productions
- Société de distribution : Apollo Films (France)
- Pays :  Australie
- Genre : Drame
- Durée : 93 minutes
- Dates de sortie : 
  -  Australie : 26 septembre 2019
  -  France : 27 novembre 2019

## Distribution
- Sarm Heng : Chakra
- Chan Visal : Samnang
- Nhim Chhun : Kravaan, le frère aîné
- Sareoun Sopheara : le père de Chakra
- Kunthea Sngoun : la mère de Chakra
- Phouern Mey Mey : une sœur de Chakra
- Ros Leang Hong : une sœur de Chakra
- Sim Lyma : une sœur de Chakra
- Bou Samnang : le jeune frère de Chakra
- Samphos Phon : Romli
- Mony Ros : Kea
- Vuthy Sao : Toh
- Bonthea Seng : Sokchan
- Thanawut Ketsaro : Rom Ran
- Yothin Udomsanti : Danchi
- Saichia Wongwirot : Kadir

## Accueil
Le film a reçu un accueil favorable de la critique. Il obtient un score moyen de 77 % sur Metacritic.

## Distinctions
Freedom a été présenté dans la section Panorama lors de la Berlinale 2019 et a reçu la Prix du jury œcuménique. 
Le film a été nommé pour cinq Australian Film Critics Association Awards.
Il a été choisi comme représentant de l'Australie pour l'Oscar du meilleur film international, mais n'a pas reçu de nomination.